# Hiromi Yamafuji
Hiromi Yamafuji (japanisch 山藤 浩三; * 23. Oktober 1944 in Akita; †  9. Mai 1984) war ein japanischer Radrennfahrer.

## Sportliche Laufbahn
Yamafuji war im Bahnradsport aktiv. Er war Teilnehmer der Olympischen Sommerspiele 1964 in Tokio. In der Einerverfolgung gewann er seinen Vorlauf, kam mit seiner Zeit aber nicht in das Viertelfinale. In der Mannschaftsverfolgung gewann der japanische Vierer mit Norio Hotogi, Fujio Itō, Kosaku Takahashi und Hiromi Yamafuji seinen Vorlauf. Die Zeit reichte jedoch nicht für eine Qualifikation zur nächsten Runde. Über sein weiteres Leben und seine sportlichen Erfolge ist nichts bekannt.